# Нотр-Дам-де-Лорентид

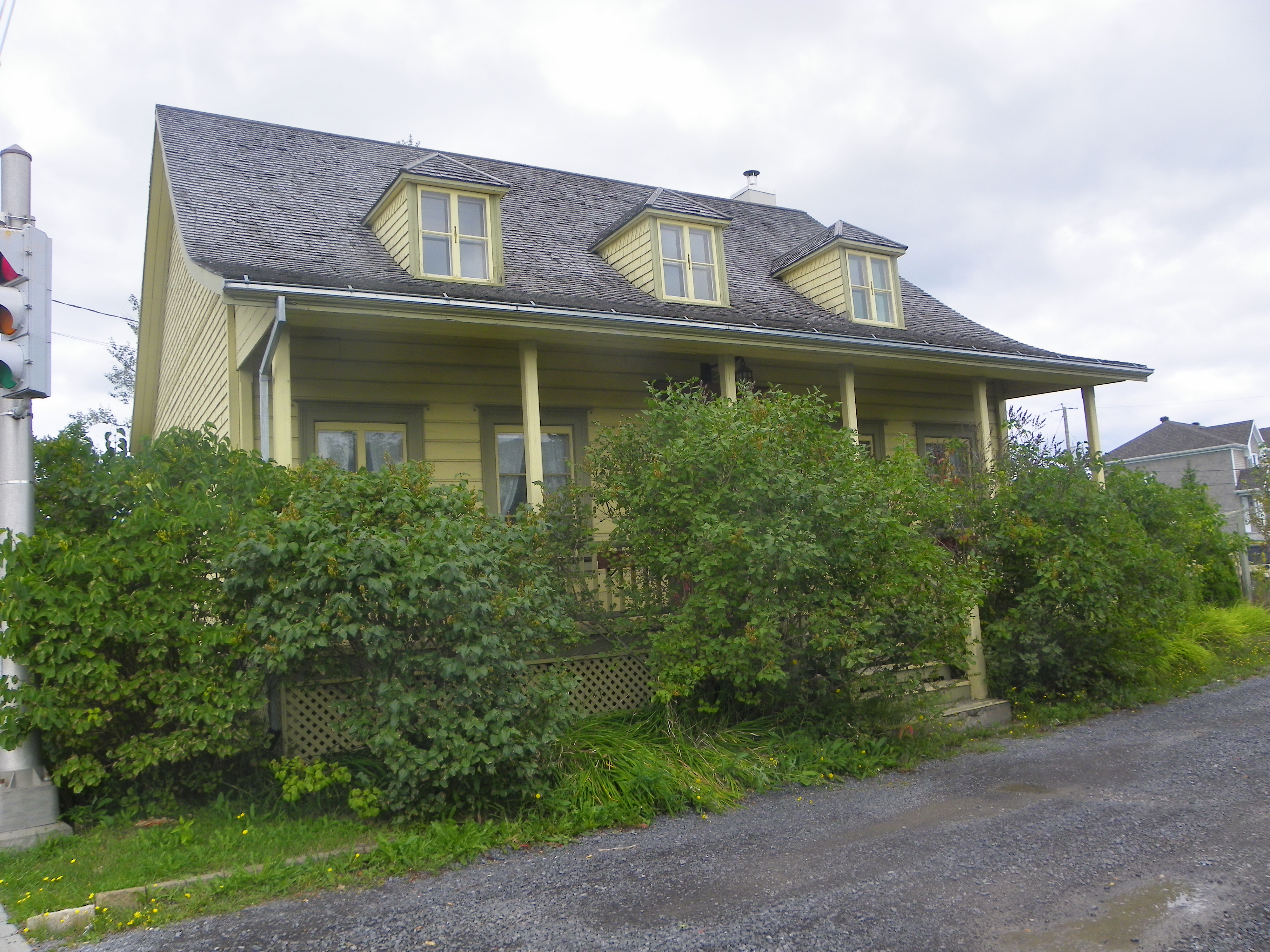
Традиционный дом в округе Нотр-Дам-де-Лорентид, район Шарльбур, Квебек

Нотр-Дам-де-Лорентид — округ в районе Шарльбур в городе Квебек, в Канаде. С 1910 по 1976 год на этой территории находился муниципалитет Норт-Дам-де-Лорентид, взавший своё название от одноименного прихода, основанного здесь в 1909 году.
Территория округа включает в себя весь район к северу от улицы де ля Фон, где находится несколько лесистых холмов и озер.
В Совете Квебека округ представлен как Тре Каррэ, Де Сентьер и Де Монт. Советники — Мишель Морен-Дуаль, Одетт Симоно и Жан-Мари Лалиберте.

## Главные улицы
- Шоссе Лоренттьен;
- Бульвар Анри-Бурасса и авеню Нотр-Дам;
- Бульвар дю Лак;
- Бульвар Тэлбот;
- Рю Жак-Бедар;
- Авеню де ла Ривьер-Жён.

## Парки и зоны отдыха
- Парк Бон-Пастёр;
- Парк Нотр-Дам;
- Гольф-клуб Рояль-Шарбур.

## Культовые сооружения
- Церковь Нотр-Дам-де-Лорентид;[1]
- Церковь Бон Пастёр (Доброго Пастыря);[2]
- Монастырь Бон Пастёр (Доброго Пастыря), основанный в 1871 году.[3]

## Школы и центры образования
- Начальная школа Буассе.

## Другие известные здания
- Библиотека Шарльбура.